# Holotrichia subrugata
Holotrichia subrugata är en skalbaggsart som beskrevs av Moser 1921. Holotrichia subrugata ingår i släktet Holotrichia och familjen Melolonthidae. Inga underarter finns listade i Catalogue of Life.